# تيليثون

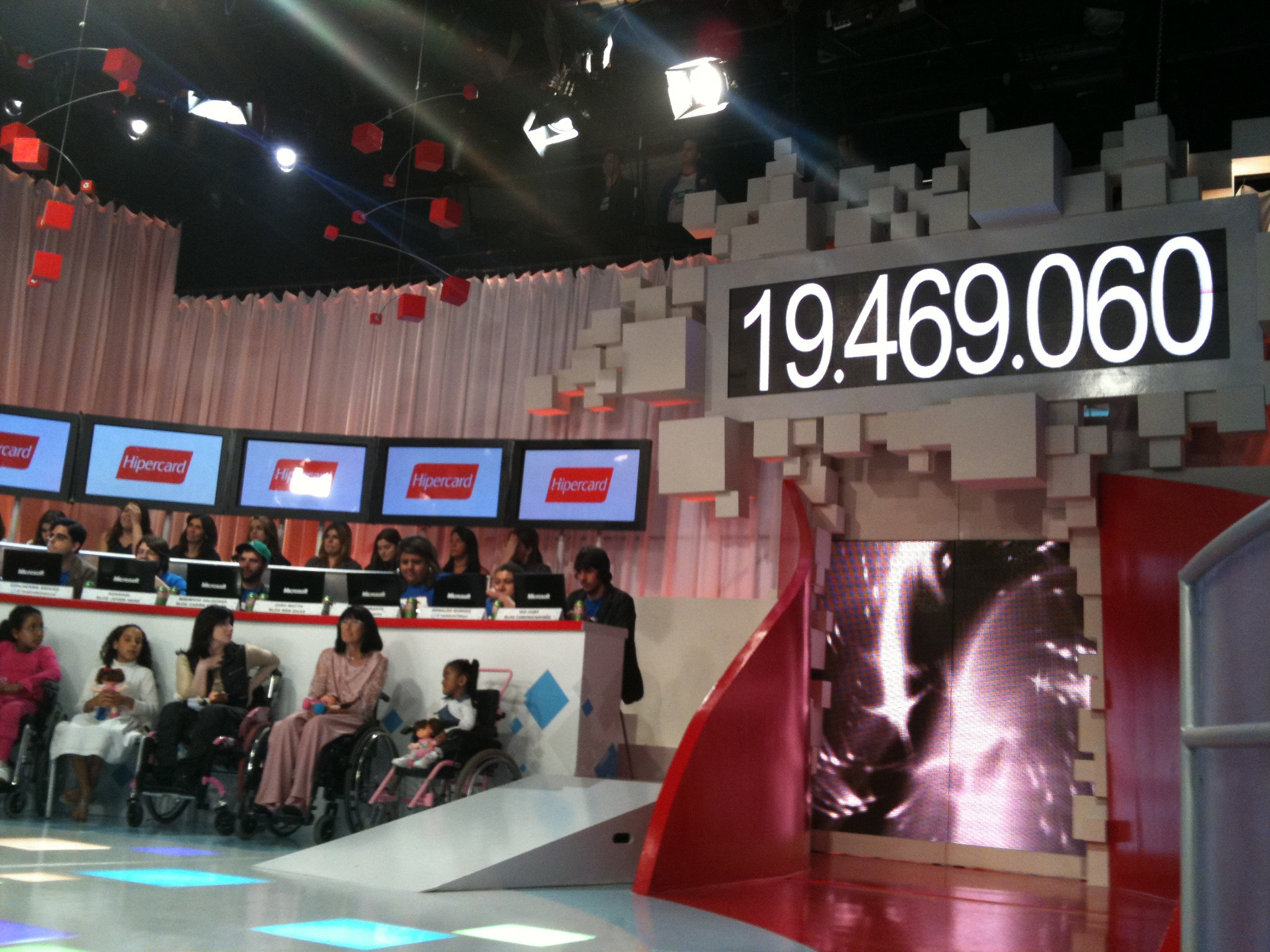

التيليثون هو حفل خيري يشغل البث التلفزيوني أو الاذاعي لساعات طويلة قد تصل لأيام حيث توقف البرامج اليومية، والهدف منه جمع التبرعات لغايات خيرية أو سياسية أو غيرها، ويعتمد بشكل كبير على الوعود التي يقدمها المتصلون للتبرع في وقت قريب. تيليثون لفظ منحوت، أي مشتق من كلمتي «تلفزيون» و«ماراثون». وأول تيليثون كان عام 1949 في الولايات المتحدة الأمريكية، حيث تم جمع مليون ومئة ألف دولار لصالح مؤسسة بحوث عن السرطان.

## مقالات ذات صلة
- تيليتون في تونس